# Melanthieae
Melanthieae es una tribu de plantas herbáceas perteneciente a la familia Melanthiaceae.
La mayoría de los miembros de la familia perteneces al claramente monofilético y morfológicamente distintiva tribu Melanthieae, es decir, Amianthium, Anticlea, Toxicoscordion, Schoenocaulon, Stenanthium, Veratrum, y Zigadenus, un grupo caracterizado por inflorescencias con flores bisexuales o bisexuales y estaminadas, nectarios cerca de la base de los tépalos, lóculos de las anteras apicalmente confluentes, abertura por una única rajadura y resultando en una apariencia peltada, una cápsula ventricida, y alcaloides de tipo Veratrum (Zomlefer et al. 2001).

## Géneros
- Amianthium - Anticlea - Schoenocaulon - Stenanthium - Toxicoscordion - Veratrum - Zigadenus